# Нинчић
Нинчић (такође Нинчићевић, Нинчевић) су стара српска граничарска породица из Старе Кањиже. Године 1758. је добила племство. Због сличности у литератури је често грешком поистовећују са буњевачком породицом Нимчевић, која се изворно презивала Џајић (Џајин).

## Максимилијан Нинчевић
Максимилијан] (Максо) Нинчићевић (лат. Maximus Nincsicsevics), аустријски поручник у Старој Кањижи, којем су, као и жени му (Санди Мирков) и деци им (Лазару, Јовану, Ђорђу и Јерини), уручени племићки лист и угарска грбовница у Бечу 1. марта 1751. г. Племство је проглашено у Бачкој жупанији 1758. г. а исте године и даровница.